# Stig Synnergren
Stig Synnergren, švedski general, * 1915, Boden, † 29. april 2004.
Synnergren je bil vrhovni poveljnik Švedskih oboroženih sil med letoma 1970 in 1978.